# Dmitrij Sinicyn
Dmitrij Vladimirovič Sinicyn (in russo Дмитрий Владимирович Синицын?; traslitterazione anglosassone Dmitry Vladimirovich Sinitsyn; Ekaterinburg, 29 ottobre 1973) è un ex combinatista nordico russo.
Nelle liste FIS è registrato come Dmitri Sinitzyn.

## Biografia
In Coppa del Mondo esordì il 29 dicembre 1997 a Oberwiesenthal (7°) e ottenne come migliori risultati tre quarti posti.
In carriera prese parte a un'edizione dei Giochi olimpici invernali, Nagano 1998 (10° nell'individuale, 9° nella gara a squadre), e a una dei Campionati mondiali, Ramsau am Dachstein 1999, vincendo due medaglie.

## Palmarès

### Mondiali
- 2 medaglie:
  - 2 bronzi (individuale, gara a squadre a Ramsau am Dachstein 1999)

### Coppa del Mondo
- Miglior piazzamento in classifica generale: 10º nel 1999